# Ljoeboslav Penev
Ljoeboslav Mladenov Penev (Bulgaars: Любослав Младенов Пенев) (Dobritsj, 31 augustus 1966) is een Bulgaarse voetbalcoach en voormalig voetballer.
Hij is de neef van oud-voetballer en voetbalcoach Dimitar Penev.

## Spelerscarrière

### CSKA Sofia
Penev debuteerde in 1984 in het betaald voetbal in het shirt van CSKA Sofia, waarvan zijn oom Dimitar Penev een jaar later hoofdcoach werd. De toen achttienjarige aanvaller maakte deel uit van een generatie bestaande uit onder anderen Christo Stoitsjkov, Emil Kostadinov en Trifon Ivanov. Penev veroverde in 1987 zijn eerste landstitel met Sofia en werd dat jaar ook voor het eerst geselecteerd voor de nationale ploeg van Bulgarije. Een jaar later werd hij verkozen tot Bulgaars voetballer van het jaar. In 1989 werd Penev opnieuw kampioen met CSKA.

### Valencia
Aan het einde van het decennium trok hij zoals de meeste van zijn ploeggenoten naar de Spaanse Primera División. Na het behalen van de landstitel in 1989 verhuisde Penev naar Valencia, waarmee hij meteen vicekampioen werd. De Spaanse club kwam begin jaren 90 onder leiding te staan van coach Guus Hiddink en beschikte naast Penev over spelers als Quique Flores, Leonardo, Miodrag Belodedici, Gaizka Mendieta en Predrag Mijatović. In de door FC Barcelona en Real Madrid gedomineerde competitie eindigde Valencia in zowel 1992 als 1993 op de vierde plaats. In 1993 werd Penev derde op de topsorerslijst met 20 doelpunten, evenveel als zijn landgenoot en vroegere ploegmaat Stoitsjkov. Aan het begin van 1994 werd er bij Penev teelbalkanker vastgesteld, waardoor hij een groot deel van het seizoen miste en niet naar het WK in de Verenigde Staten kon.

### Atlético Madrid
In 1995 stapte Penev over naar het Atlético Madrid van trainer Radomir Antić. De Bulgaar vormde in Madrid een aanvalsduo met Francisco "Kiko" Narváez. Atlético won dat seizoen voor het eerst in 19 jaar de landstitel en daarbij ook de Copa del Rey. In de halve finale van het bekertoernooi versloeg Atlético Penevs vorige werkgever. Na het duel raakte Penev slaags met Francisco Roig, de toenmalige voorzitter van Valencia. Roig had enkele jaren eerder geprobeerd om het contract van Penev te ontbinden toen bleek dat de spits ernstig ziek was. De voorzitter hield aan het vuistgevecht een neus- en oogletsel over. In de finale van de Copa del Rey won Atlético na verlengingen met het kleinste verschil van FC Barcelona.

### Compostela en Celta
Na het veroveren van de dubbel belandde de inmiddels 30-jarige Bulgaar bij Compostela. Bij de Spaanse middenmoter was hij twee seizoenen op rij goed voor 16 competitiedoelpunten. In 1998 eindigde de club op de 17e plaats in de Primera División. In de play-offs om het behoud werd Compostela vervolgens uitgeschakeld door Villarreal.
Penev degradeerde niet mee naar de Segunda División. De Bulgaarse spits versierde in 1998 een transfer naar Celta de Vigo, waar hij een ploegmaat werd van onder anderen Jordi Cruijff, Claude Makélélé, Aleksandr Mostovoj en Míchel Salgado. Het team van coach Víctor Fernández eindigde in de competitie op de vijfde plaats. In de UEFA Cup bereikte Celta de kwartfinale, waarin het werd uitgeschakeld door latere finalist Olympique Marseille.

### Terug naar Bulgarije
Na tien seizoenen in de Primera División keerde Penev terug naar zijn geboorteland. De spits werd in 1999 voorzitter van zijn ex-club CSKA Sofia. Na twee jaar ging hij ook opnieuw deel uitmaken van het elftal. Net als zijn vroegere ploegmaat, de 35-jarige Jordan Lechkov, maakte hij in het seizoen 2001/02 een comeback bij CSKA. In april 2002 liet de Italiaanse coach Luigi Simoni weten dat hij niet langer rekende op de twee ervaren spelers. Penev en Lechkov mochten vertrekken, waarna Penev opstapte als voorzitter van de club en nog even als speler aan de slag ging bij Lokomotiv Plovdiv.

## Statistieken
| Seizoen | Club              | Competitie       | Wed. | Goals |
| ------- | ----------------- | ---------------- | ---- | ----- |
| 1984/85 | CSKA Sofia        | A Grupa          | 20   | 2     |
| 1985/86 | CSKA Sofia        | A Grupa          | 20   | 2     |
| 1986/87 | CSKA Sofia        | A Grupa          | 27   | 19    |
| 1987/88 | CSKA Sofia        | A Grupa          | 26   | 21    |
| 1988/89 | CSKA Sofia        | A Grupa          | 22   | 21    |
| 1989/90 | CSKA Sofia        | A Grupa          | 6    | 12    |
| 1989/90 | Valencia          | Primera División | 27   | 13    |
| 1990/91 | Valencia          | Primera División | 30   | 7     |
| 1991/92 | Valencia          | Primera División | 35   | 13    |
| 1992/93 | Valencia          | Primera División | 34   | 20    |
| 1993/94 | Valencia          | Primera División | 16   | 5     |
| 1994/95 | Valencia          | Primera División | 25   | 9     |
| 1995/96 | Atlético Madrid   | Primera División | 37   | 16    |
| 1996/97 | Compostela        | Primera División | 35   | 16    |
| 1997/98 | Compostela        | Primera División | 34   | 16    |
| 1998/99 | Celta de Vigo     | Primera División | 32   | 14    |
| 2001/02 | CSKA Sofia        | A Grupa          | 22   | 8     |
| 2001/02 | Lokomotiv Plovdiv | A Grupa          | 4    | 0     |
| TOTAAL  | TOTAAL            | TOTAAL           | 452  | 214   |

## Interlandcarrière
In 1987 werd Penev voor het eerst Bulgaars kampioen met CSKA en werd hij door toenmalig bondscoach Stoycho Mladenov voor het eerst geselecteerd voor het Bulgaars voetbalelftal. De targetspits werd in de jaren 90 een vaste waarde bij de nationale ploeg, die toen grotendeels bestond uit spelers die bij CSKA waren opgeleid.
Het eerste grote toernooi waar Bulgarije zich na het debuut van Penev voor plaatste, was het WK 1994 in de Verenigde Staten. Eerder dat jaar was er bij de aanvaller echter teelbalkanker vastgesteld, waardoor hij niet aan het landentoernooi kon deelnemen. Bulgarije bereikte op het WK de halve finale en sloot het toernooi af als nummer vier.
Op het EK 1996 in Engeland was Penev er wel bij. De spits vormde er samen met zijn ex-ploegmaat Christo Stoitsjkov het aanvalsduo van Bulgarije. In tegenstelling tot de drie doelpunten van Stoitsjkov scoorde Penev geen enkele keer op het EK. Bulgarije werd in de groepsfase derde, na een zege tegen Roemenië, een gelijkspel tegen Spanje en een nederlaag tegen Frankrijk.
Twee jaar later mocht Penev ook mee naar het WK in Frankrijk. Bulgarije won in de groepsfase geen enkel duel en mocht na de eerste ronde naar huis.

## Trainerscarrière

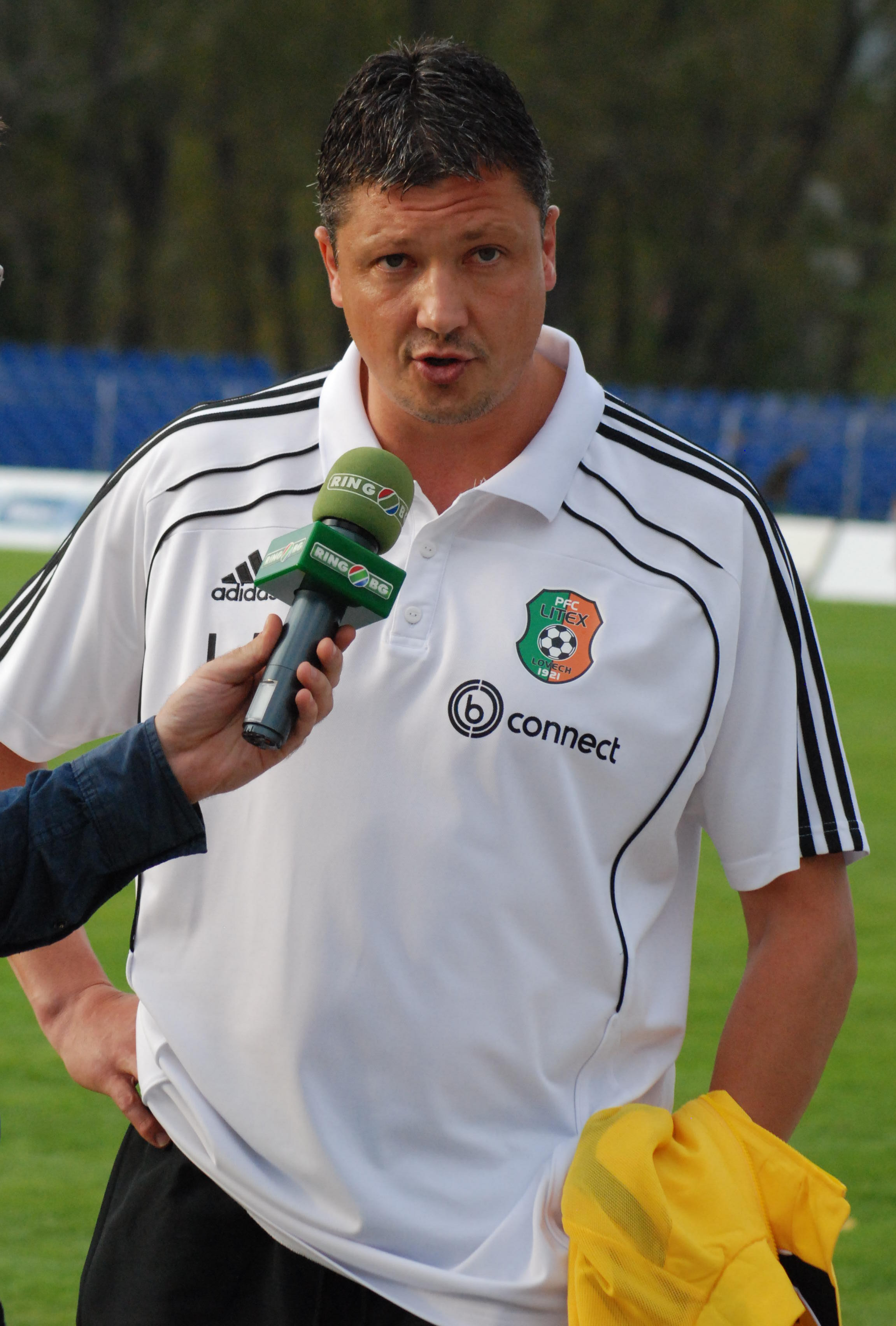
Penev als coach van Litex Lovetsj (2010).

### Assistent-bondscoach
Penev werd in augustus 2008 voor het eerst voetbalcoach. De gewezen spits werd de assistent van Bulgaars bondscoach Plamen Markov. Na het ontslag van Markov in december 2008 mocht ook Penev opstappen.

### CSKA Sofia
Op 5 maart 2009 volgde hij zijn oom Dimitar Penev op als hoofdcoach van CSKA Sofia, de club waar hij in het verleden al actief was als spits en voorzitter. Onder zijn leiding begon de Bulgaarse club beter te presteren. CSKA sloot het seizoen 2008/09 af als vicekampioen.
Een seizoen later wist CSKA zich te plaatsen voor de groepsfase van de UEFA Europa League. De club belandde samen met AS Roma, Fulham en FC Basel in Groep E. De Bulgaren wonnen geen enkel duel en werden laatste met één punt. In de competitie raakte CSKA niet weg van de tweede plaats. Op 13 januari 2010 werd Penev ontslagen en vervangen door de Roemeen Ioan Andone.

### Litex Lovetsj
Penev volgde op 2 september 2010 interim-coach Petko Petkov op bij Litex Lovetsj. Acht dagen later maakte hij tegen zijn ex-club zijn officiële debuut voor Litex Lovetsj. Het duel eindigde op een 1-1 gelijkspel. Nadien loodste Penev zijn team naar de landstitel. Het was zijn eerste prijs als coach. Op 24 oktober 2011 verliet hij de club om als bondscoach aan de slag te gaan.

### Bondscoach Bulgarije
Tien dagen nadat hij was opgestapt bij Litex Lovetsj kreeg Penev de functie van bondscoach. Hij tekende een contract voor twee seizoenen bij de Bulgaarse voetbalbond. Op 29 februari 2012 maakte hij zijn officiële debuut als bondscoach. Bulgarije speelde toen met 1-1 gelijk tegen Hongarije. Op 26 mei 2012 versloeg hij vice-wereldkampioen Nederland in een vriendschappelijk duel: 1-2. Onder leiding van Penev steeg Bulgarije in 2012 meer dan 50 plaatsen op de FIFA-wereldranglijst.
Penev kreeg op 20 november 2014 zijn ontslag van de Bulgaarse bond, dat niet tevreden was met de prestaties van het Bulgaars voetbalelftal in de kwalificatiereeks in aanloop naar het Europees kampioenschap voetbal 2016. Bulgarije stond op dat moment vierde in de kwalificatiepoule, met vier punten uit vier wedstrijden. Hij werd opgevolgd door Ivaylo Petev.
| Interlands Bulgarije onder leiding van bondscoach Ljoeboslav Penev | Interlands Bulgarije onder leiding van bondscoach Ljoeboslav Penev | Interlands Bulgarije onder leiding van bondscoach Ljoeboslav Penev | Interlands Bulgarije onder leiding van bondscoach Ljoeboslav Penev | Interlands Bulgarije onder leiding van bondscoach Ljoeboslav Penev | Interlands Bulgarije onder leiding van bondscoach Ljoeboslav Penev | Interlands Bulgarije onder leiding van bondscoach Ljoeboslav Penev |
| №                                                                  | Datum                                                              | Plaats                                                             | Competitie                                                         | Thuis                                                              | Uitslag                                                            | Uit                                                                |
| ------------------------------------------------------------------ | ------------------------------------------------------------------ | ------------------------------------------------------------------ | ------------------------------------------------------------------ | ------------------------------------------------------------------ | ------------------------------------------------------------------ | ------------------------------------------------------------------ |
| 1                                                                  | 29.02.2012                                                         | Győr                                                               | Vriendschappelijk                                                  | Hongarije                                                          | 1–1                                                                | Bulgarije                                                          |
| 2                                                                  | 26.05.2012                                                         | Amsterdam                                                          | Vriendschappelijk                                                  | Nederland                                                          | 1–2                                                                | Bulgarije                                                          |
| 3                                                                  | 29.05.2012                                                         | Wals-Siezenheim                                                    | Vriendschappelijk                                                  | Bulgarije                                                          | 0–2                                                                | Turkije                                                            |
| 4                                                                  | 15.08.2012                                                         | Sofia                                                              | Vriendschappelijk                                                  | Bulgarije                                                          | 1–0                                                                | Cyprus                                                             |
| 5                                                                  | 07.09.2012                                                         | Sofia                                                              | WK-kwalificatie                                                    | Bulgarije                                                          | 2–2                                                                | Italië                                                             |
| 6                                                                  | 11.09.2012                                                         | Sofia                                                              | WK-kwalificatie                                                    | Bulgarije                                                          | 1–0                                                                | Armenië                                                            |
| 7                                                                  | 12.10.2012                                                         | Sofia                                                              | WK-kwalificatie                                                    | Bulgarije                                                          | 1–1                                                                | Denemarken                                                         |
| 8                                                                  | 16.10.2012                                                         | Praag                                                              | WK-kwalificatie                                                    | Tsjechië                                                           | 0–0                                                                | Bulgarije                                                          |
| 9                                                                  | 14.11.2012                                                         | Sofia                                                              | Vriendschappelijk                                                  | Bulgarije                                                          | 0–1                                                                | Oekraïne                                                           |
| 10                                                                 | 22.03.2013                                                         | Sofia                                                              | WK-kwalificatie                                                    | Bulgarije                                                          | 6–0                                                                | Malta                                                              |
| 11                                                                 | 26.03.2013                                                         | Kopenhagen                                                         | WK-kwalificatie                                                    | Denemarken                                                         | 1–1                                                                | Bulgarije                                                          |
| 12                                                                 | 30.05.2013                                                         | Toyota                                                             | Vriendschappelijk                                                  | Japan                                                              | 0–2                                                                | Bulgarije                                                          |
| 13                                                                 | 04.06.2013                                                         | Almaty                                                             | Vriendschappelijk                                                  | Kazachstan                                                         | 1–2                                                                | Bulgarije                                                          |
| 14                                                                 | 14.08.2013                                                         | Skopje                                                             | Vriendschappelijk                                                  | Macedonië                                                          | 2–0                                                                | Bulgarije                                                          |
| 15                                                                 | 06.09.2013                                                         | Palermo                                                            | WK-kwalificatie                                                    | Italië                                                             | 1–0                                                                | Bulgarije                                                          |
| 16                                                                 | 10.09.2013                                                         | Attard                                                             | WK-kwalificatie                                                    | Malta                                                              | 1–2                                                                | Bulgarije                                                          |
| 17                                                                 | 11.10.2013                                                         | Jerevan                                                            | WK-kwalificatie                                                    | Armenië                                                            | 2–1                                                                | Bulgarije                                                          |
| 18                                                                 | 15.10.2013                                                         | Sofia                                                              | WK-kwalificatie                                                    | Bulgarije                                                          | 0–1                                                                | Tsjechië                                                           |
| 19                                                                 | 05.03.2014                                                         | Sofia                                                              | Vriendschappelijk                                                  | Bulgarije                                                          | 2–1                                                                | Wit-Rusland                                                        |
| 20                                                                 | 23.05.2014                                                         | Ritzing                                                            | Vriendschappelijk                                                  | Canada                                                             | 1–1                                                                | Bulgarije                                                          |
| 21                                                                 | 09.09.2014                                                         | Bakoe                                                              | EK-kwalificatie                                                    | Azerbeidzjan                                                       | 1–2                                                                | Bulgarije                                                          |
| 22                                                                 | 10.10.2014                                                         | Sofia                                                              | EK-kwalificatie                                                    | Bulgarije                                                          | 0–1                                                                | Kroatië                                                            |
| 23                                                                 | 13.10.2014                                                         | Oslo                                                               | EK-kwalificatie                                                    | Noorwegen                                                          | 2–1                                                                | Bulgarije                                                          |
| 24                                                                 | 16.11.2014                                                         | Sofia                                                              | EK-kwalificatie                                                    | Bulgarije                                                          | 1–1                                                                | Malta                                                              |

### Als speler
| Nationaal                        |    |                        |
| Bulgaars kampioen                | 2x | 1987, 1989             |
| Beker van Bulgarije              | 4x | 1985, 1987, 1988, 1989 |
| Bulgaarse Supercup               | 1x | 1989                   |
| Beker van het Sovjetleger        | 3x | 1985, 1986, 1989       |
| Spaans kampioen                  | 1x | 1996                   |
| Copa del Rey                     | 1x | 1996                   |
| Individueel                      |    |                        |
| Bulgaars voetballer van het jaar | 1x | 1988                   |

### Als trainer
| Nationaal         |    |      |
| Bulgaars kampioen | 1x | 2011 |